# عمر دلال
عمر دلال (19 مارس 1981) هو سباح أردني. تنافس في سباق 400 متر سباحة حرة للرجال في دورة الألعاب الأولمبية الصيفية عام 1996.

## روابط خارجية
- الاتحاد الأردني للسباحة